# Fionnuala McCormack
Fionnuala McCormack (nazwisko panieńskie: Britton) (ur. 24 września 1984 w Wicklow) – irlandzka lekkoatletka, specjalizująca się w biegu na 3000 metrów z przeszkodami. Na tym dystansie wystąpiła podczas Letnich Igrzysk Olimpijskich 2008 w Pekinie. Odpadła wtedy w 1. rundzie. Podczas Mistrzostw Świata w Lekkoatletyce 2007 w Osace zajęła 12. pozycję. Na igrzyskach olimpijskich w 2012 r. pobiegła natomiast na 5000 metrów (21. miejsce) oraz na 10 000 metrów (15. miejsce). Dwudziesta zawodniczka maratonu podczas igrzysk olimpijskich w Rio de Janeiro (2016).
Największe sukcesy odnosi w biegach przełajowych. Brązowa medalistka halowych mistrzostw Europy w biegu na 3000 metrów (2013). Czwarta zawodniczka biegu na 10 000 metrów na mistrzostwach Europy w Amsterdamie (2016).

## Rekordy życiowe
| Konkurencja                        | Wynik     | Miejsce    | Data                 |
| ---------------------------------- | --------- | ---------- | -------------------- |
| Bieg na 1500 metrów                | 4:12,44mx | Greystones | 25 maja 2013         |
| Bieg na 5000 metrów                | 15:12,97  | Londyn     | 7 sierpnia 2012      |
| Bieg na 10 000 metrów              | 31:29,22  | Palo Alto  | 29 kwietnia 2012     |
| Bieg na 3000 metrów z przeszkodami | 9:37,60   | Nowy Jork  | 11 czerwca 2011      |
| Półmaraton                         | 1:09:32   | Walencja   | 24 października 2021 |
| Maraton                            | 2:23:58   | Walencja   | 5 grudnia 2021       |
| Bieg na 1500 metrów w hali         | 4:13,96   | Athlone    | 17 lutego 2013       |
| Bieg na 3000 metrów w hali         | 8:54,37   | Sztokholm  | 21 lutego 2013       |

## Najlepsze wyniki w sezonie
Bieg na 3000 metrów z przeszkodami
| Rok  | Wynik    | Miejsce        | Data        |
| ---- | -------- | -------------- | ----------- |
| 2004 | 10:33,10 | Loughborough   | 6 czerwca   |
| 2005 | 10:06,26 | Palafrugell    | 28 maja     |
| 2006 | 9:49,20  | Göteborg       | 10 sierpnia |
| 2007 | 9:41,36  | Heusden-Zolder | 28 lipca    |
| 2008 | 9:43,57  | Pekin          | 15 sierpnia |
| 2009 | 9:54,10  | Belgrad        | 10 czerwca  |
| 2010 | 9:42,49  | Budapeszt      | 19 czerwca  |
| 2011 | 9:37,60  | Nowy Jork      | 11 czerwca  |